# Hoholete (Ort)
Hoholete ist ein osttimoresischer Ort im Suco Fatubossa (Verwaltungsamt Aileu, Gemeinde Aileu).

## Geographie
Hoholete liegt im Zentrum der Aldeia Hoholete auf einer Meereshöhe von 1675 m. Das Dorf liegt am Ende der Straße, die vom Ort Fatubossa (Aldeia Fatubossa) im Norden über Iolau (Aldeia Hoholete) nach Hoholete führt. Die Häuser des Dorfes stehen einzeln oder in kleinen Gruppen verstreut. Im Süden steht die Grundschule Hoholete (portugiesisch Escola Básico Hoholete).
Iolau schließt sich Hoholete direkt im Norden an. Im Südosten befindet sich der Weiler Urbuarema (Aldeia Hoholete), im Nordosten das Dorf Liclaucana (Aldeia Liclaucana).